# Godzilla kontra Mothra (film 1964)
Godzilla kontra Mothra (jap. モスラ対ゴジラ Mosura tai Gojira) – japoński film typu kaijū z 1964 roku w reżyserii Ishirō Hondy. Czwarty film z serii o Godzilli.

## Fabuła
Na plaży Kurata dziennikarze Ichirō Sakai i Junko Nakanishi dokumentują rozbite wraki z niedawnego sztormu, gdzie odnajdują dziwny obiekt. Dzień później nad rybacką wioską zostaje odnalezione gigantycznych rozmiarów jajo. Oddelegowani Ichirō i Junko docierają na miejsce, gdzie rozmawiają z profesorem Miurą, naukowcem badającym jajo. Okazuje się, że wioska sprzedała jajo Kumayamie z korporacji Happy Enterprises. Ten zamiast przeznaczyć jajo do celów naukowych, zamierza zrobić z niego atrakcję turystyczną.
W hotelu Ichirō i Junko rozmawiają z profesorem Miurą nt. posiadania jaja od strony prawnej. Wkrótce dostrzegają Kumayamę. Wchodzi do pokoju Jirō Torahaty, syna wpływowego producenta fajek. Kiedy ci dogadują się w sprawie stworzenia parku rozrywki wokół jaja, nachodzą ich Shobijin proszące o odzyskanie jaja. Zaskoczeni mężczyźni próbują je schwytać. Shobijin uciekają i spotykają się z Ichirō, Junko i Miurą. Wyjaśniają im, że jajo, zmyte podczas sztormu, należy do Mothry i jeśli jej larwa się wykluje, spowoduje olbrzymie zniszczenia w szukaniu jedzenia.
Cała trójka próbuje bezskutecznie przekonać Torahatę i Kumayamę o zwrot jaja. Obecne są także Shobijin, jednak biznesmeni widząc potencjalny zysk, chcą je kupić. Widząc, że nic się nie da zrobić, Shobijin wracają z Mothrą na wyspę Infant z pustymi rękami. Silnie promowany park rozrywki jest w fazie produkcji, a mieszkańcy wioski czując się oszukani przez Kumayamę, żądają od niego zysków. Ten spławia ich mówiąc, że zapłaci dopiero podczas otwarcia parku. Ichirō pisze serię artykułów nt. niesprawiedliwości związanej z jajem Mothry, jednak nikogo to nie interesuje.
Tymczasem obiekt znaleziony przez Junko wykazuje silną radioaktywność i plaża, na której go znaleziono, ma wokół siebie więcej śladów radiacji. Przyczyną tego jest Godzilla wyłaniający się z ziemi i wkrótce prowadzi destruktywny pochód przez Yokkaichi i Nagoyę. Redaktor naczelny gazety, w której pracują Ichirō i Junko, uważa, że wojsko nic nie zrobi Godzilli. Jeden z tam pracujących reporterów – Jirō sugeruje, że Mothra byłaby w stanie pokonać Godzillę. Jego koledzy po fachu wątpią, by mieszkańcy wyspy Infant na to się zgodzili. Nie dość, że testy atomowe zrujnowały ekosystem ich wyspy, to próba odzyskania jaja Mothry skończyła się fiaskiem.
Mimo tego, Ichirō, Junko i profesor Miura udają się na wyspę Infant. Tam, widzą katastrofalne skutki testów atomowych. Tubylcy odmawiają pomocy, twierdząc, że atak Godzilli to słuszna kara dla ludzi za zniszczenie ich domu i zawłaszczenie jaja Mothry. Bohaterowie docierają do Shobijin przebywających w jedynym nieskażonym skrawku wyspy. One też odmawiają pomocy. Wtedy Junko mówi wszystkim wyspiarzom, że nie wszyscy ludzie powinni być obwiniani za to, co stało się ich wyspie. Mówi też, że Godzilla zabija zarówno dobrych, jak i złych ludzi, ale wszyscy mają prawo do życia. Shobijin zostają przekonane i wzywają Mothrę, jednocześnie ostrzegają, że ćma wkrótce umrze z przyczyn naturalnych.
W Japonii zaś dochodzi do ostrej kłótni między Torahatą i Kumayamą z powodu strat pieniężnych tego drugiego. W wyniku bójki Torahata zabija Kumayamę z pistoletu i gdy ma uciec, hotel w którym przebywał zostaje zniszczony przez Godzillę i ginie na miejscu. W momencie gdy jajo zostaje zagrożone przez Godzillę, Mothra rusza do walki. Ćma początkowo ma przewagę, jednak trujący pył pochodzący z skrzydeł pozbawia ją sił i umiera z wycieńczenia. Godzilla traci zainteresowanie jajem i kontynuuje swoją wędrówkę.
Wojsko stosuje zaporę elektryczną i metalowe sieci przeciw Godzilli. Zdaje się działać, dopóki nie następuje przeciążenie prądu. Podczas ewakuacji rybackiej wsi szkolny dyrektor błaga o transport do pobliskiej wysepki Iwa, ponieważ wciąż tam są uczniowie. Larwy Mothry podążają za Godzillą udającym się na wyspę Iwa. Tam larwy Mothry osaczają potwora, pokrywają go jedwabnymi włóknami i ten wpada do oceanu. Ichirō, Junko, profesor Miura i Jiro żegnają Shobijin i Mothry, które wracają na wyspę Infant.

## Obsada
- Akira Takarada – reporter Ichirō Sakai
- Yuriko Hoshi – fotograf prasowa Junko Nakanishi
- Hiroshi Koizumi – prof. Shunsuke Miura
- Emi Itō – Shobijin #1
- Yūmi Itō – Shobijin #2
- Yoshifumi Tajima – Kumayama
- Kenji Sahara – Jirō Torahata
- Jun Tazaki – redaktor Maruta
- Yū Fujiki – reporter Jirō Nakamura
- Kenzō Tabu – poseł Zgromadzenia Prefekturalnego
- Yoshio Kosugi – wódz mieszkańców wyspy Infant
- Susumu Fujita – generał
- Yutaka Sada – szkolny dyrektor
- Ikio Sawamura – kannushi
- Harold Conway – ekspert ds. broni na krążowniku (wersja międzynarodowa)
- Robert Dunham – oficer U.S. Navy (wersja międzynarodowa)
- Osman Yusuf – dziennikarz (wersja międzynarodowa)
- Haruo Nakajima – Godzilla
- Katsumi Tezuka – Godzilla

## Produkcja

### Przygotowania
Tōhō widząc gigantyczny sukces filmu King Kong kontra Godzilla planowało zrobić jego kontynuację. W niej King Kong miał znaleźć się w Afryce, a Godzilla był uśpiony w głębinach. Oba potwory były celem dwóch konkurujących ze sobą firm lunaparskich, by umieścić je w swych parkach rozrywki. Film miał się zakończyć remisem potworów. Ostatecznie z planów kontynuacji zrezygnowano.
Następnym filmem z Godzillą miał być Furankenshutain tai Gojira (jap. フランケンシュタイン対ゴジラ; pol. Frankenstein kontra Godzilla). Wg scenariusza Takeshiego Kimury dr James Bowen podczas badań efektów radiacji po zbombardowaniu Hiroszimy napotyka na jej ulicach młodego, zdziczałego chłopca. Odkrywa, że jest on potworem Frankensteina, który zregenerował się ze swego serca zmutowanego przez bombę atomową. Chłopiec zaczyna gwałtownie rosnąć żywiąc się zwierzętami. Japońskie Siły Samoobrony w obawie, że potwór zechce żywić się ludzkim mięsem, więc oswabadzają Godzillę z lodowca na Morzu Beringa, by zwabić go do Japonii i zabić potwora. Tōhō uznało pomysł za bezsensowny i zdecydowała, by Mothra z filmu Mothra była przeciwnikiem Godzilli w następnym filmie, jako że film również okazał się międzynarodowym hitem. Z kolei Furankenshutain tai Gojira przerobiono na Frankenstein Conquers the World zastępując Godzillę Baragonem.

### Scenariusz
W pierwszej wersji scenariusza autorstwa Shinichiego Sekizawy zamiast jaja Mothry miał zostać znaleziony nieprzytomny Godzilla, uznany za martwego, a Mothra miała się pojawić dopiero w finale. Nie miało też wystąpić potomstwo Mothry. Godzilla miał zaatakować Rolisikę, fikcyjny kraj z Mothry, która używa swych wojsk. Godzilla miał zniszczyć Zamek Himeji w swej drodze na Tokio. Głównym bohaterem miał być zoolog Kenya Harane będącym jednym z dwóch naukowców towarzyszącym Ichirō. Jednak zauważono, że byłoby nielogiczne, by przebywać tak blisko silnie radioaktywnego potwora jakim był Godzilla i zastąpiono go jajem Mothry. Następną zmianą była zastąpienie rolisikańskich wojsk amerykańskimi.

### Casting
Role Shobijin ponownie zagrał duet wokalny The Peanuts. Mimo ich napiętego grafiku, Watanabe Productions dla którego duet pracował, zgodziło się na ponowny występ, jako że Mothra była hitem. Kenyę Harę miał zagrać Kenji Sahara. Jednak w wyniku dalszych zmian scenariuszowych jego postać zastąpiono profesorem Miurą granym przez Hiroshiego Koizumiego. Ostatecznie postać Sahary przerobiono na drugiego antagonistę – Manzō Torahatę. Hondzie spodobała się antagonistyczna rola Sahary w ich wcześniejszym filmie, Ataku ludzi grzybów i zapytał go „czy chciałby spróbować jeszcze raz?”. Sahara zgodził się, by zagrać złoczyńcę, traktując to jako odmianę po graniu młodych naukowców w filmach tokusatsu: „Producent Tomoyuki Tanaka chciał złoczyńcę o silnym wpływie. Uznałem, że to wielka szansa dla mnie i zamierzałem stać najlepszym czarnym charakterem w historii filmów z Godzilli”. Celem przygotowań Sahara spotykał się z agentami nieruchomości udając klienta i studiował ich zachowanie. Według niego Toharata symbolizował chciwość: „Pieniądze były dla niego wszystkim”. Główną rolę otrzymał Akira Takarada, który grał wcześniej w Godzilli Ogatę, a obecnie cieszył się w Japonii statusem gwiazdy. W rolę generała zagrał Susumu Fujita, jeden z etatowych aktorów Akiry Kurosawy w latach 40. XX wieku. W rolę kobiecą wcieliła się Yuriko Hoshi debiutująca w innym filmie Hondy Tetsuwan Tōshu Inao monogatari. Kumayamę zagrał Yoshifumi Tajima, będący ulubionym aktorem Hondy, którego obsadzał niemal we wszystkich swych filmach science-fiction.

### Muzyka
| „Trudno mi było komponować dla nich [The Peanuts] w [Godzilla kontra Mothra]. Ich zakres [wokalu] jest szeroki, ale jak na najładniejsze tony był nieco wąski. W rezultacie praca [nad Seinaru Izumi] była dla mnie niezwykle trudna”.— Akira Ifukube |

Kompozytorem został Akira Ifukube, który wcześniej zrezygnował z muzyki Mothry nie czując się na siłach do współpracy z The Peanuts. Podczas swojej partytury elementy z motywu Yūjiego Kosekiego Song of Mothra. Na potrzeby filmu Ifukube napisał dwie piosenki: Seinaru Izumi dla The Peanuts oraz Mahala Mosura, obie były w języku filipińskim. W rękopisie Ifukube w kilku słowach występował błąd ortograficzny, co wg kotoisty Yasuko Sato było celowe, aby ułatwić ich śpiewanie Japończykom. Oprócz swojej standardowej orkiestracji, Ifukube dodał brzęczące dźwięki dęte pungi oraz kalimby.
Podczas postprodukcji Honda i Ifukube zorganizowali sesje planowania, aby omówić sceny z muzyką. Honda i Ifukube nie zgadzali się co do sceny, w której Godzilla wznosi się z piachu. Honda poprosił o muzykę w tej scenie, co spotkało się z odmową Ifukube, który był zdania, że Godzilla jest „wystarczająco imponujący”. Jednak zamiast tego dodano Godzilla Theme co zdenerwowało Ifukube.

### Realizacja
Większość scen plenerowych nakręcono na plaży Yumigahama w Shimodzie. Wybór terenu oparto na propozycji Hondy, który według asystenta reżysera Kōjiegio Kajity powołał się na to, ponieważ Kajita potrafił fotografować piaszczyste plaże i łodzie rybackie. Na tym samym obszarze zbudowano pełnowymiarowy fragment jaja Mothry do scen z udziałem aktorów i korzystano z pomocy lokalnych mieszkańców. Nalegania Tsuburayi sprawiły, że Tōhō zakupiło kopiarkę optyczną Oxberry 1900, aby usuwać niedoróbki w złożonych ujęciach fotograficznych. W filmie pierwszy raz stosowano skalowanie potworów do storyboardów i m.in. na nich analizowano ruchy skrzydeł Mothry.
Wykonano nowy kostium Godzilli zaprojektowany przez Teizō Toshimitsu. Skórę i ogon Godzilli wykonał Keizō Murase, który także stworzył osobny ogon do ujęć niszczenia budynków. W filmie wyraźnie widać, że górna warga Godzilli się chybocze. Efekt ten był skutkiem wypadku na planie; atakując makietę zamku Nagoya, Haruo Nakajima grający Godzillę wywrócił się i uszkodził paszczę kostiumu. Eijiemu Tsuburayi efekt ten tak się spodobał, że nie naprawił kostiumu. Zostawiono także destrukcję zamku w gotowym filmie, ponieważ nie można było odbudować makiety z powodu zarówno z budżetu, jak i harmonogramu.
Głowy Mothry i jej potomstwa zostały wyrzeźbione przez Teizō Toshimitsu, a ciała wymodelowane przez braci Yagi i Keizō Murase. Wzór skrzydeł zaprojektował Fuchimu Shimakura. Dla Mothry stworzono dwumetrową marionetkę w ten sam sposób co w Mothrze poruszaną się za pomocą pilota z silnikiem elektrycznym i z oczyma oświetlanymi osadzonymi wewnątrz żarówkami. Żuwaczkę wykonano tym razem z żywicy aniżeli drewna. Do utworzenia wewnętrznego szkieletu skrzydeł tym razem wykorzystano szklany pręt zamiast bambusa. Wszystkie te ulepszenia pozwoliły na więcej naturalnych ruchów.
Dla potomstwa Mothry stworzono rekwizyty wykonane z uretanu wyposażone w samonapędzające się mechanizmy wewnętrzne i koła oraz dwa ręcznie sterowane rekwizyty. Zmieniono też im barwę z jasnobeżowej na czerwonawo-brązową, która według wspomnień asystenta Tsuburayi – Teruyoshiego Nakano, była zbliżona do „obrazu ulubionego przez dziecko chleba czekoladowego”. W scenie, w której dwie larwy wykluwają się z jaja, dwie marionetki z głowami larw 2,5 razy większymi od głów głównych rekwizytów były obsługiwane przez lalkarza wewnątrz modelu jaja. Szczęki larw wykonano z drewna i pokryto gumą. Modele miały różnokolorowe oczy dla każdej larwy: jedna miała czerwone, a druga niebieskie. Jednakowo rekwizyty obu larw użyte w ostatniej sekwencji bitwy na wyspie Iwa miały niebieskie oczy. Jedwabna pluć larw została utworzona przez rozpylenie gumowej pasty rozpuszczonej w rozcieńczalniku. Było to utrudnieniem dla ekipy od efektów specjalnych, gdyż rozpuszczony materiał osadzał się na twarzach pracowników.
Jajo Mothry wykonano z FRP, zaś w sekwencji wyklucia larw użyto do produkcji gipsu. Widok jaja na planie totalnym był skomponowany przez matte painting, zaś w zbliżeniach aktorami wykonano z częściowy model w pełnej skali oraz miniaturowy dla scen z Mothrą i Godzillą.
Została nakręcona scena, gdzie amerykańskie krążowniki pomagają w walce z Godzillą ostrzeliwujące go, nie czyniąc mu jednak żadnej krzywdy. Twórcy wycięli tę scenę, gdyż Japończycy wciąż byli drażliwi nt. II wojny światowej i poczuliby się urażeni widząc amerykańską artylerię ślącą pociski w stronę japońskiej ziemi.

## Wersja amerykańska
6 maja 1964 roku „Variety” poinformowało, że Henry G. Saperstein z United Productions of America zdobył prawa do dystrybucji kinowej i telewizyjnej filmu oraz zamierzał go wydać pod tytułem Godzilla versus the Giant Moth. Później Saperstein ten fakt pomijał milczeniem, mówiąc że Inwazja potworów była jego pierwszym dystrybuowanym przez niego filmem Godzillą. Ostatecznie prawa licencyjne sprzedano American International Pictures, dla którego był to pierwszy dystrybuowany przez nie film z Godzillą. Wycięta scena walki Godzilli z amerykańską flotą znalazła się w wersji American International Pictures, przez co pojawiło się przekonanie, że scena ta została stworzona specjalnie na rynek amerykański. Była to jedyna poważna zmiana w stosunku do poprzednich filmów z Godzillą. Była to też ostatnia taka duża ingerencja w filmach z Godzillą, wyłączając Powrót Godzilli z 1984 roku. Od tej pory wersje amerykańskie filmów kaijū ograniczały się zwykle do dubbingu i nieznacznych cięć montażowych. Angielski dubbing wykonało Titra Sound Studios.
W Stanach Zjednoczonych film był wyświetlany w kinach pod tytułem Godzilla vs. The Thing, sugerując w materiałach promocyjnych że oponentem jest tajemniczy potwór. Plakat został wykonany przez Reynolda Browna. Wynikało z tego że Mothra była mniej popularna w Stanach Zjednoczonych. W późniejszych wydaniach filmu zmieniono go na Godzilla vs. Mothra, jednak angielski dubbing pozostał niezmieniony, przez co Mothra jest wciąż nazywana „The Thing”.

## Odbiór

### Premiera
Godzilla kontra Mothra miała premierę 29 kwietnia 1964 roku w podwójnym pokazie z Jigoku Sakusen. Film w okrojonej wersji wznowiono w japońskich kinach 19 marca 1970 roku w ramach bloku filmowego dla dzieci Toho Champion Festival oraz 15 marca 1980 roku w podwójnym pokazie z Doraemon – Nobita no Kyōryū. Wznowienie filmu w oryginalnej wersji odbyło się w 1983 roku w ramach festiwalu Gojira no Fukkatsu.
Amerykańska wersja filmu premiera odbyła się 17 września 1964 w podwójnym pokazie z Ikarią XB 1.
W Polsce miał premierę 17 sierpnia 2012 roku na Ińskim Lecie Filmowym, w ramach projekcji towarzyszącej na koncercie zespołu Thiele. Następnie został udostępniony 23 grudnia 2023 roku na platformie streamingowej FlixClassic.

### Wyniki finansowe
Film przy koszcie 200 mln jenów zarobił 300 mln jenów przy sprzedanych 3,51 mln biletach, zarabiając mniej niż King Kong kontra Godzilla, jednak wciąż będąc sukcesem finansowym. Przy wznowieniu w 1970 roku dodatkowo zarobił 480 mln jenów przy sprzedanych 730 tys. biletach, zaś przy wznowieniu w 1980 roku 1,55 mld jenów przy sprzedanych 2,98 mln biletach.

### Recenzje i reakcje
„Kinema Junpo” chwalił efekty specjalne, ale skrytykował wojsko atakujące Godzillę, stwierdzając: „To dziwne, że ludzie nie uczą się z przeszłości. Od Sił Samoobrony, każda osoba po prostu wygląda głupio”. W recenzji „Monthly Film Bulletin” zauważono, że „pomimo pewnych niezdarnych ujęć modelowych, walka Godzilli z gigantyczną ćmą i jej potomstwem gąsienic jest jednym z lepszych wysiłków Toho”. Chwalono projekt potworów w filmie i jakość efektów specjalnych, jednocześnie krytykując fabułę i aktorstwo. „Variety” chwalił stronę techniczną, wyrażając, że fabuła i aktorstwo nie oferują wystarczająco dużo, aby przyciągnąć dużą publiczność.
Godzilla kontra Mothra uważana jest za jeden z najlepszych filmów w serii. Z kolei rola Kumayamy jest uważana za najlepszą w karierze Yoshifumiego Tajimy. Godzilla kontra Mothra to także ulubiony film z serii o Godzilli Henry’ego G. Sapersteina.

## Odniesienia w kulturze popularnej
- W pierwszej wersji gry The Revenge of Shinobi siódmy boss – Brontozaur wygląda jak Godzilla z filmu Godzilla kontra Mothra. W związku zaostrzeniem restrykcji dot. praw autorskich w późniejszych edycjach Brontozaur stał się szkieletem teropoda[46][47].
- Amerykański raper Pharoahe Monch wykorzystał sampel z motywu Godzilli z filmu jako podkład do piosenki Simon Says. Tōhō pozwało jego oraz wytwórnie Priority Records i Rawkus Records na kwotę 420 tys. dolarów za wykorzystanie utworu bez ich zgody[48][49].
- W Piątek, trzynastego V: Nowy początek w biurze ośrodka dla trudnej młodzieży są przypięte do tablicy fotosy z Godzilli kontra Mothry i Godzilli[50].
- W teledysku The Number Of The Beast Iron Maiden pojawiają się fragmenty filmu ukazujące atakującego Godzillę[51].
- W odcinku Zdrówko pt. And Coachie Makes Three Coach i Sam oglądali całą noc Mothrę kontra Godzillę, która okazała się rozczarowaniem dla Coacha[52].
- W 2007 roku australijska firma Casella Family Brands wykorzystała, za zgodą Tōhō, fragmenty filmu do reklamy telewizyjnej wina Yellow Tail, gdzie w nawiązaniu do nazwy produktu ogon Godzilli pokolorowano na żółto (Yellow tail w języku angielskim oznacza żółty ogon)[53].
- W serialu Nie z tego świata Godzilla i Mothra są wielokrotnie wspominani, zaś Godzilla kontra Mothra jest ulubionym filmem z Godzillą głównego protagonisty serialu, Deana Winchestera[54].
- Potomstwo Mothry o różnych kolorach oczu pojawiły się w serialu internetowym Gojiban, gdzie są bohaterkami segmentu Moshu Moshu[55][56][57]. Podczas gdy obie nazywają się Moshu Moshu, imię niebieskookiej larwy zapisuje się w katakanie (モシュモシュ), a czerwonookiej zapisuje się w hiraganie (もしゅもしゅ).